# Carrodano
Carròdano (AFI: [karˈrɔ.dano], Carêu in ligure, Caröa nella variante locale) è un comune italiano di 460 abitanti della provincia della Spezia in Liguria.

## Geografia fisica
Il comune di Carrodano è situato in val di Vara e fa parte del Parco naturale regionale di Montemarcello-Magra-Vara.

## Storia

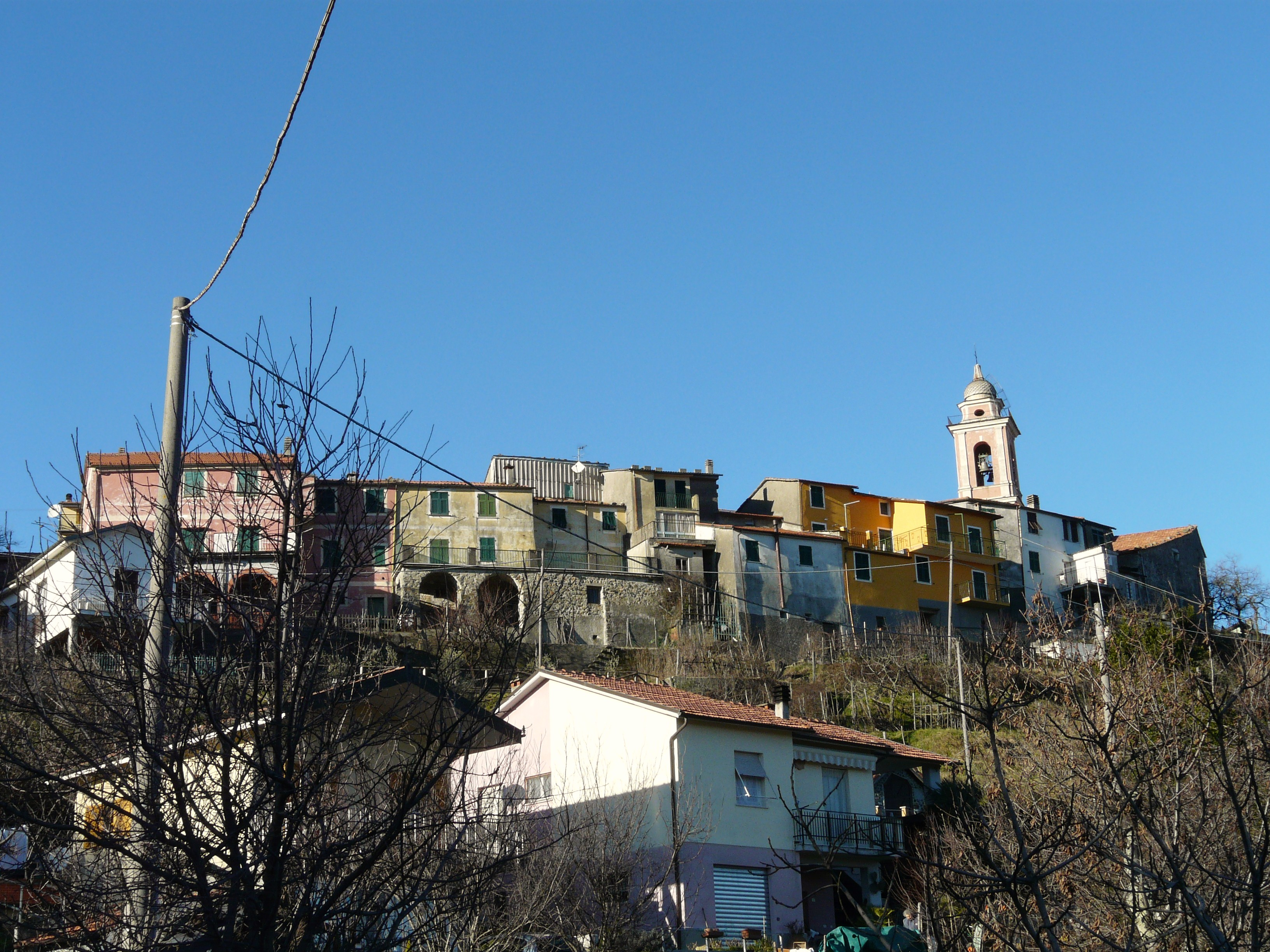
Panorama della frazione di Carrodano Superiore

Secondo alcune fonti, non del tutto accertate, il toponimo deriverebbe da carrodonum, termine riferibile ad un accampamento mobile di carri durante l'invasione dei Galli nel IV secolo a.C.; tale affermazioni non sono del tutto verificabili poiché la conoscenza storica del paese viene documentata solo a partire dal Medioevo.
La comunità di Carrodano Sottano - poi Carrodano Inferiore - fu sottoposta ai domini dei vescovi della diocesi di Brugnato, mentre il borgo di Carrodano Soprano (oggi Carrodano Superiore) fu invece sottoposta alla famiglia nobiliare dei Malaspina per diploma di Federico I Barbarossa del 1186.
Il feudo, in seguito, passò ai signori Da Passano e divenne definitivamente dominio, dal 1229, della Repubblica di Genova che mantenne ai Da Passano alcuni degli antichi diritti tra i quali la nomina del podestà locale.
Il territorio andò a formare la podesteria di Mattarana e Carrodano che fu sottoposta al capitaneato di Levanto. Al 5 aprile 1463 sono datati i Capitoli delle Comunità di Carrodano Soprano e Sottano e di Mattarana.
Nel 1797 con la dominazione francese di Napoleone Bonaparte il territorio fu smembrato nelle due municipalità di Carrodano Inferiore e Carrodano Superiore rientranti, dal 2 dicembre, nel Dipartimento del Vara, con capoluogo Levanto, all'interno della Repubblica Ligure. Dal 28 aprile del 1798 con i nuovi ordinamenti francesi, le due Carrodano rientreranno nel V cantone, capoluogo la borgata di Carrodano Inferiore, della Giurisdizione di Mesco e dal 1803 centri principali del V cantone del Mesco nella Giurisdizione del Golfo di Venere. Annesso al Primo Impero francese dal 13 giugno 1805 al 1814 il neo costituito comune di Carrodano (1806) venne inserito nel Dipartimento degli Appennini.
Nel 1815 fu inglobato nella provincia di Levante del Regno di Sardegna, così come stabilì il Congresso di Vienna del 1814, e successivamente nel Regno d'Italia dal 1861. Dal 1859 al 1927 il territorio fu compreso nel VI mandamento di Levanto del circondario di Levante facente parte della provincia di Genova prima e, con l'istituzione nel 1923, della provincia della Spezia poi.
Dal 1973 al 31 dicembre 2008 ha fatto parte della Comunità montana dell'Alta Val di Vara e, con le nuove disposizioni della Legge Regionale n° 24 del 4 luglio 2008, fino al 2011 ha fatto parte della Comunità montana Val di Vara.

### Simboli
Stemma
Gonfalone
Il monte rappresentato nello stemma è il San Nicolao e la sbarra azzurra simboleggia il torrente Malacqua. Le spighe di grano fanno riferimento alla produzione di cereali e il rosso dello sfondo richiama il colore del marmo rosso di Levanto che veniva estratto nelle vicine cave.

## Monumenti e luoghi d'interesse

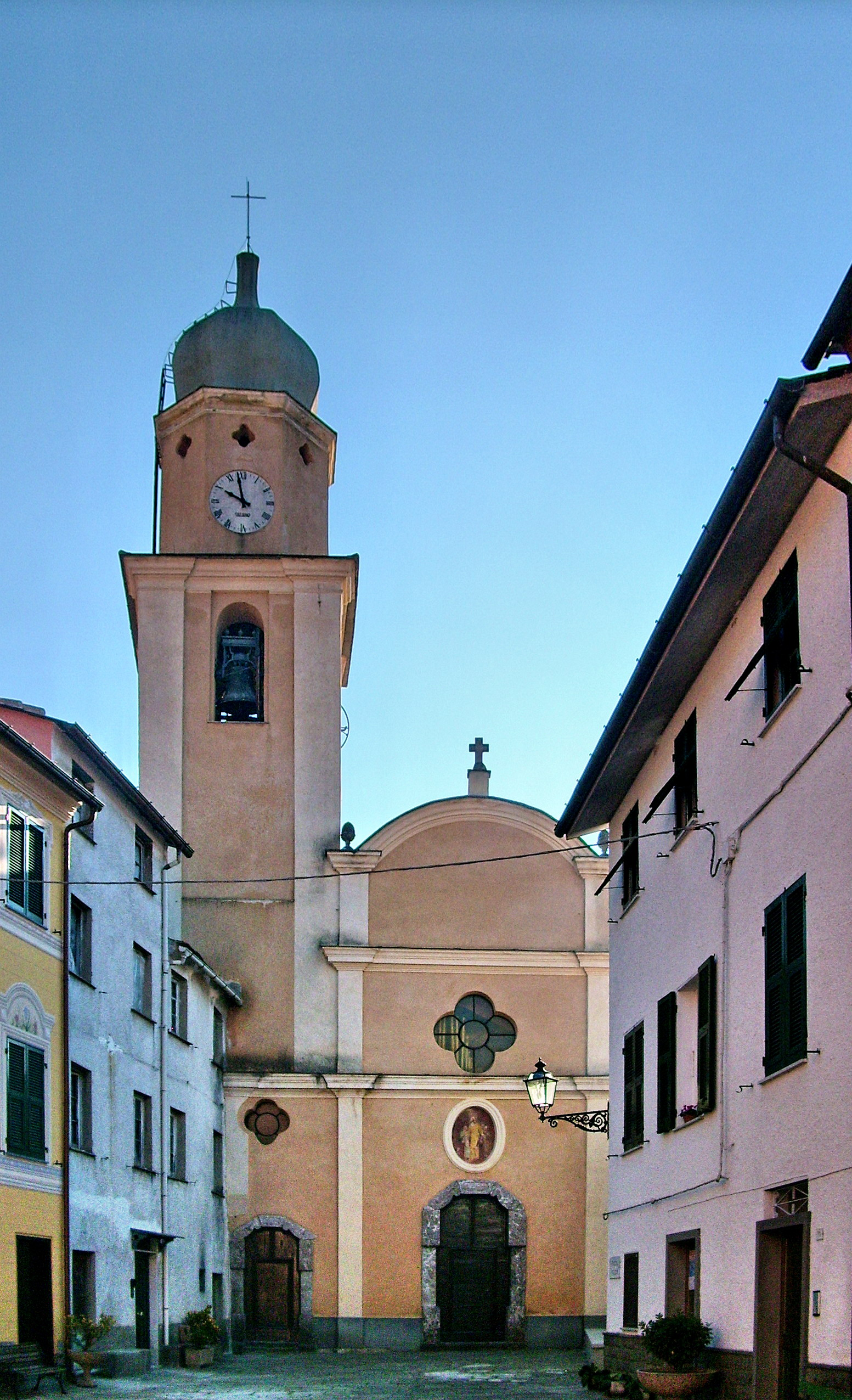
La chiesa di Santa Felicita nella frazione di Carrodano Inferiore

### Architetture religiose
- Chiesa parrocchiale di Santa Felicita nel capoluogo.
- Chiesa della Madonna del Soccorso nel capoluogo.
- Chiesa parrocchiale di San Bartolomeo nella frazione di Carrodano Superiore.
- Ruderi dell'ospizio di San Nicolao nella frazione di Carrodano Superiore.
- Chiesa dei Santi Andrea e Aurelio nella borgata di Ferriere.
- Chiesa parrocchiale di San Giovanni Battista nella frazione di Mattarana.

## Società

### Evoluzione demografica
Abitanti censiti

### Etnie e minoranze straniere
Secondo i dati Istat al 31 dicembre 2019, i cittadini stranieri residenti a Carrodano sono 13.

### Qualità della vita
Il 29 novembre 2007 il Comune di Carrodano ha conseguito la certificazione del proprio sistema di gestione ambientale conformemente alla norma ISO 14001.

## Geografia antropica

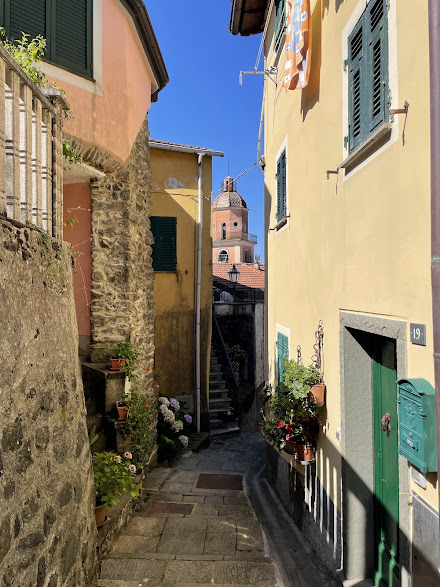
Scorcio del centro storico di Mattarana

Nel territorio oltre al capoluogo e alle due frazioni di Carrodano Superiore e Mattarana si trovano le sei borgate di Canegreca, Costa-Pereto, Piana, Ferriere, Termine e Arsina, per un totale di 21,86 km².
Confina a nord con i comuni di Carro e Sesta Godano, a sud con Framura, Levanto e Borghetto di Vara, ad ovest con Carro, Deiva Marina, Framura e Levanto e ad est con Sesta Godano e Borghetto di Vara.

## Economia
Le principali risorse economiche sono l'attività agricola e l'allevamento del bestiame.

## Infrastrutture e trasporti

### Strade
Il centro di Carrodano è attraversato principalmente dalla strada statale 1 Via Aurelia che gli permette il collegamento stradale con Deiva Marina, ad ovest, e Borghetto di Vara a sud. Ulteriori collegamenti viari del territorio sono la provinciale 46 di Mattarana, per l'omonima frazione e il comune di Carro, e la strada statale 566 di Val di Vara.
Inoltre è raggiungibile anche grazie al proprio casello autostradale (Carrodano-Levanto) sull'autostrada A12.

### Mobilità urbana
Dai comuni di La Spezia e Borghetto di Vara un servizio di trasporto pubblico locale gestito dall'ATC garantisce quotidiani collegamenti bus con Carrodano e per le altre località del territorio comunale.

## Amministrazione

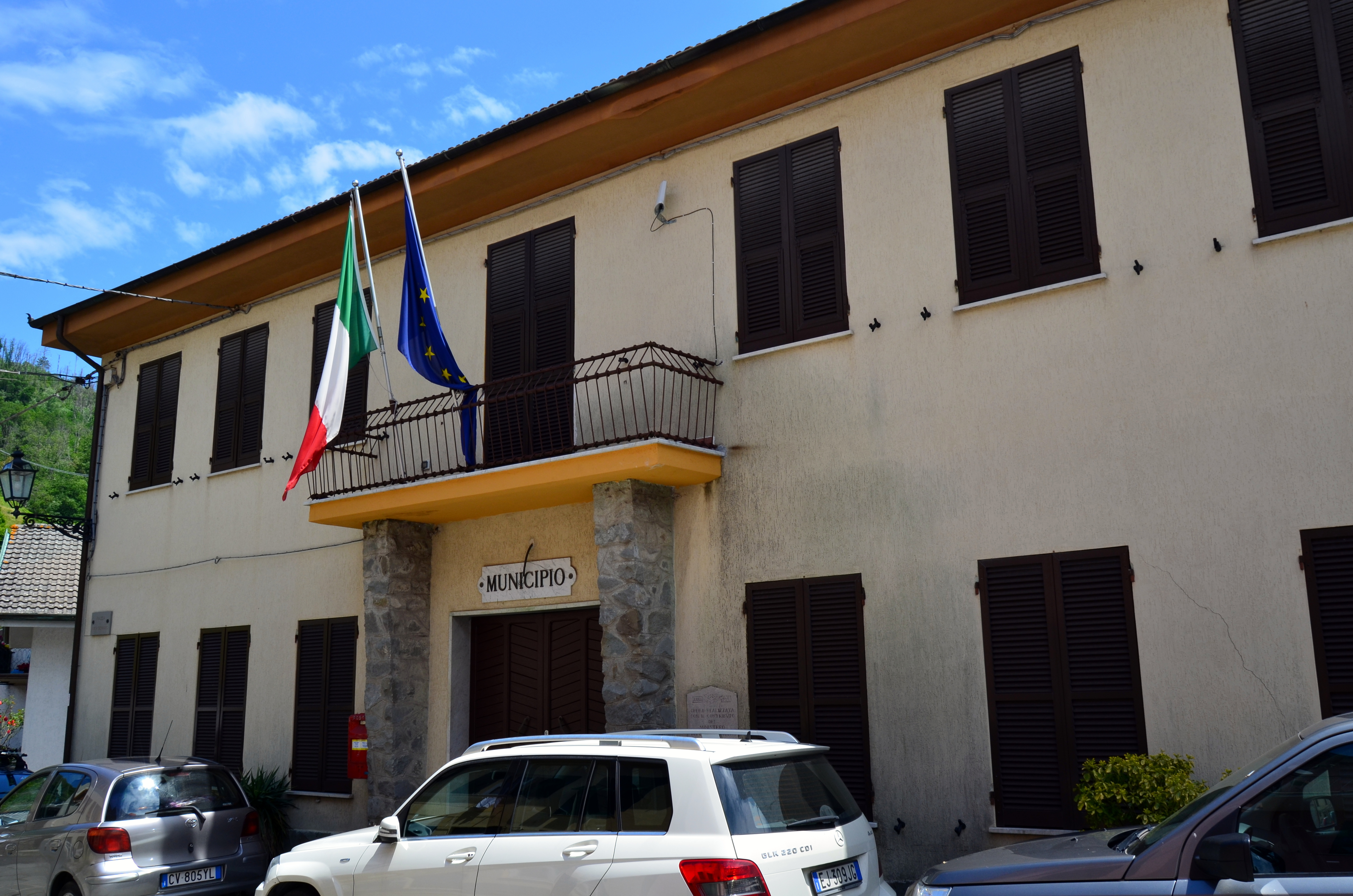
Il municipio

| Periodo           | Periodo           | Primo cittadino      | Partito                                                 | Carica      | Note   |
| ----------------- | ----------------- | -------------------- | ------------------------------------------------------- | ----------- | ------ |
| 15 febbraio 1987  | 9 giugno 1990     | Paolo Amabene        | Indipendente                                            | Sindaco     |        |
| 9 giugno 1990     | 24 aprile 1995    | Pietro Mortola       | Indipendente                                            | Sindaco     |        |
| 24 aprile 1995    | 14 giugno 1999    | Pietro Mortola       | lista civica di sinistra                                | Sindaco     |        |
| 14 giugno 1999    | 14 giugno 2004    | Pietro Mortola       | lista civica di centro-sinistra                         | Sindaco     |        |
| 28 giugno 2004    | 8 giugno 2009     | Roberta Moretti      | lista civica di centro-sinistra                         | Sindaco     |        |
| 8 giugno 2009     | 26 maggio 2014    | Pietro Mortola       | Insieme per Carrodano (lista civica di centro-sinistra) | Sindaco     |        |
| 26 maggio 2014    | 27 maggio 2019    | Pietro Mortola       | Insieme per Carrodano (lista civica di centro-sinistra) | Sindaco     |        |
| 27 maggio 2019    | 23 settembre 2023 | Pietro Mortola       | Insieme per Carrodano (lista civica di centro-sinistra) | Sindaco     | [ 15 ] |
| 23 settembre 2023 | 10 giugno 2024    | Gian Carlo Leveratto | Insieme per Carrodano (lista civica di centro-sinistra) | Vicesindaco |        |
| 10 giugno 2024    | in carica         | Gian Carlo Leveratto | Insieme per Carrodano (lista civica di centro-sinistra) | Sindaco     |        |